# Olej z orzecha włoskiego

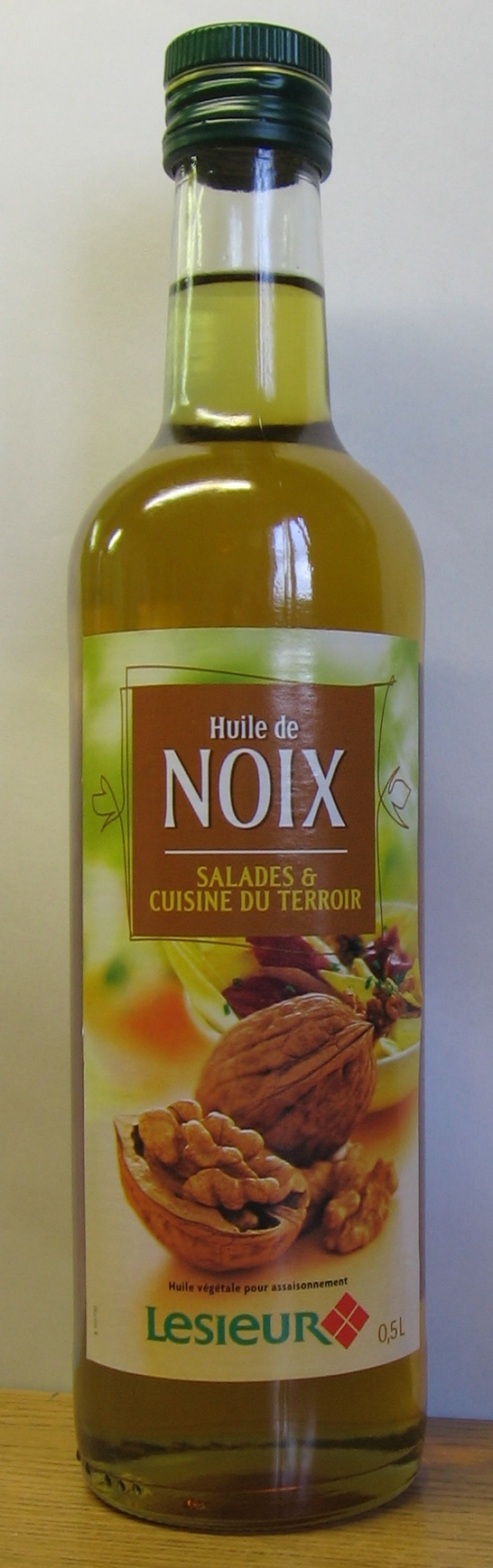
Butelka francuskiego oleju orzechowego

Olej z orzecha włoskiego, olej orzechowy – olej roślinny pozyskiwany zazwyczaj w wyniku tłoczenia na zimno miąższu owoców orzechów, przede wszystkim z gatunku orzechów włoskich (Juglans regia). Jasnożółty, czasem zielonkawy, o gęstości 0,926–0,927 g/cm³ i temperaturach: wrzenia +386 °C i krzepnięcia −27 °C. W Polsce rzadko spotykany i w związku z tym stosunkowo drogi (ponad 100 zł/litr), łatwiej dostępny i kilkakrotnie tańszy (można go kupić za mniej niż 6 euro za litr) w krajach śródziemnomorskich, szczególnie we Francji, ale także w Australii i Nowej Zelandii. Z drugiej strony, nawet we Francji, w tłoczniach szczycących się produkcją tradycyjną i ekologiczną można napotkać ceny rzędu stu dolarów za litr.

## Informacje ogólne
| Skład: (patrz dyskusja)      | 5–15% kwasu linolenowego, 51–58% kwasu linolowego, 14–28% kwasu oleinowego, 8–16% nasyconych kwasów tłuszczowych, bogaty w witaminy: A, B i E |
| Kategoria:                   | olej schnący |
| Ważność:                     | po otworzeniu opakowania ok. 3 miesiące |
| Wytrzymałość na temperatury: | słaba, unikać ogrzewania |
| Zastosowanie                 | Olej spożywczy; stosowany też przez artystów malarzy, w przemyśle i rękodziele drzewnym i przemyśle kosmetycznym                              |
| Uwaga                        | Dla stabilności olej z orzecha włoskiego zaleca się mieszać z innym olejem roślinnym (w proporcjach 1:1)                                      |

## W kuchni
Olej ten charakteryzuje się specyficznym orzechowym smakiem i słodkim aromatem z nutą karmelu. Stosowany do sałatek z orzechami, sosów i dressingów, bywa używany szczególnie w daniach kuchni chińskiej, francuskiej i włoskiej. Do smażenia używany rzadziej i ostrożnie, bowiem przy silnym smażeniu w wysokich temperaturach traci swój cenny aromat i ma skłonność do gorzknienia.

## Inne zastosowania
Oprócz zastosowań spożywczych, olej orzechowy wykorzystywany bywał już w XV i XVI wieku przez malarzy. Zachowała się receptura otrzymywania tego oleju stosowana przez Leonardo da Vinci. Miazgę z dobrze wysuszonych orzechów włoskich mieszał z niewielką ilością wody, otrzymując gęstą papkę; papkę tę następnie rozrzedzał nieco wodą i wystawiał na słońce. Gromadzący się na powierzchni olej zbierał przy pomocy waty. Dla malarzy olej orzechowy jest nieco gorszy od oleju lnianego, ale lepszy od makowego, bo wysycha na całej swojej powierzchni. Nie ciemnieje i nie żółknie w kontakcie z powietrzem, ale dość szybko gorzknieje i ma po wyschnięciu skłonności do mięknięcia.
Olej orzechowy jest też cenionym materiałem utrwalającym wyroby z drewna, w szczególności takie, które będą miały kontakt z żywnością, np. deski do krojenia, łyżki, łopatki itp. albo drewniane misy i inne naczynia. Używany był też przez Stradivariusa do utrwalania jego skrzypiec, a dziś używany jest także przez producentów rękojeści noży, kolb broni palnej itp.
Stosowany bywa też w przemyśle kosmetycznym jako czysty olejek do ciała, polecany przy cerze tłustej i mieszanej (z tendencją do tłustej). Dobrze wchłanialny.

## Nazewnictwo
Oleju orzechowego nie należy mylić z olejem z orzechów kokosowych (olej kokosowy) ani z olejem z orzeszków ziemnych (olej arachidowy), ani z olejem z orzechów laskowych, ponieważ – wbrew utrwalonej nazwie, ani orzechy kokosowe (z palmy kokosowej, Cocos nucifera), ani orzeszki ziemne (z arachidów, Arachis hypogaea), ani orzechy laskowe (z leszczyny, Corylus avellana) biologicznie nic ze sobą wspólnego nie mają:
orzechy należą do rodziny orzechowatych w rzędzie orzechowców, natomiast:
kokosy do rodziny palm w rzędzie palmowców,
arachidy do rodziny bobowate (motylkowate) w rzędzie bobowce (strączkowate),
leszczyna do rodziny leszczynowatych w rzędzie bukowców.

## Właściwości lecznicze
Olej z orzechów zawiera stosunkowo dużą ilość kwasu linolenowego (omega-3) i linolowego (omega-6); jedna jego łyżka pokrywa połowę dziennego zapotrzebowania na kwasy omega-3 i dodatkowo 1/10 zapotrzebowania na witaminę E. Olej orzechowy zawiera też sporo witamin A i B. Podobnie jak olej sezamowy (z ziarn sezamu) wydatnie obniża ciśnienie tętnicze i cholesterolu (LDL – „złego”) oraz działa przeciwzapalnie i przeciwstresowo. Olej ten polecany jest osobom z nadciśnieniem i z kłopotami z sercem.
Spożywanie tego oleju pobudza ponadto umysł, dlatego zalecany jest tak uczącym się dzieciom i młodzieży, jak i osobom dorosłym pracującym intelektualnie. Wysoka zawartość witaminy E korzystnie działa na skórę (ułatwia pozbycie się egzemy, opryszczki, łuszczycę oraz opóźnia starzenie). Kwas elagowy, występujący w tym oleju unieszkodliwia substancje rakotwórcze; działa też korzystnie w razie bólu żołądka i zatruć.